# TFTP
TFTP (Trivial File Transfer Protocol) je jednostavan protokol za prenos datoteka korišćenjem UDP protokola (port 69). Često se koristi kod rutera i drugih uređaja koji nemaju diskove za smeštanje većih količina podataka.